# Пекинская утка

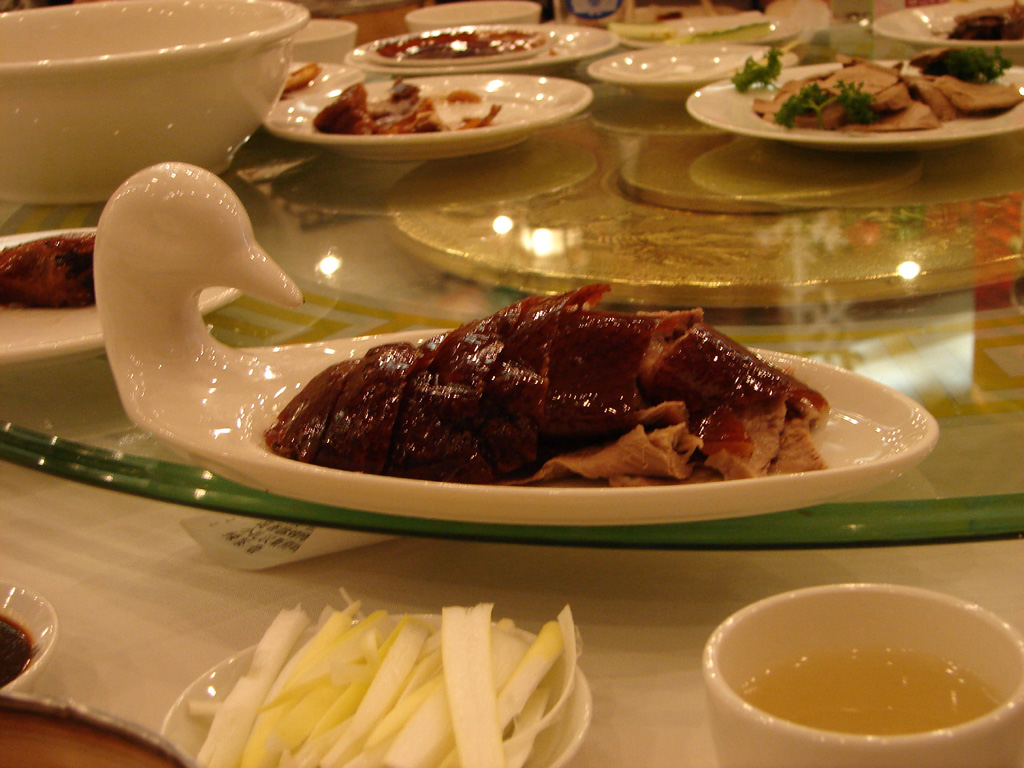
Утка по-пекински

Пекинская утка или утка по-пекински (кит. упр. 北京烤鸭, палл. бэйцзин каоя) — одно из самых известных блюд китайской кухни.
Рецепт пекинской утки стал широко известен со времён правления династии Юань, когда в 1330 году медик и диетолог, отвечавший за питание императора, Ху Сыхуэй, опубликовал его в своём фундаментальном труде «Важнейшие принципы питания».
Считается, что этот рецепт происходит из провинции Шаньдун. Он пользовался популярностью при юаньском дворе в Пекине, почему и распространился повсеместно под нынешним названием.
Представляет собой натёртую мёдом утку, со шкуркой, отслоенной путём нагнетания под кожу воздуха, запечённую в специальной печи на дровах из вишневого дерева. Процесс подготовки и жарки занимает около двух суток. При подаче на стол тушку утки нарезают на 80-120 тонких ломтиков, каждый обязательно с кусочком шкурки. Мясо и шкурка утки, которая должна быть хрустящей, тонкой и нежирной, подаются с мандаринскими блинчиками, молодым луком, надрезанным в виде кисточек, и соусами: сладким соусом из лопуха или соусом «Хойсин». Дополнительно могут быть включены прочие отдельные компоненты, например огурцы, нарезанные соломкой. Едят утку, заворачивая кусочки мяса со шкуркой в блинчики, предварительно обмазанные соусом при помощи луковой кисточки. Пекинскую утку также едят в рисовых блинчиках.
Так как утка заказывается в ресторанах целиком, на бульоне из оставшихся после нарезки частей может быть сварен суп из китайской капусты, который подаётся после мяса. Из прочих частей (субпродукты) могут быть также приготовлены разные блюда, которые вместе с основным блюдом составляют целый «утиный банкет».
Утка в Пекине подаётся в специализированных ресторанах.